# Radulovics Bojana
Radulovics Bojana (Szabadka, 1973. március 23. –) olimpiai ezüstérmes, szerb és magyar válogatott kézilabdázó a jobbátlövő poszton. 2000-ben és 2003-ban őt választották a világ legjobb női kézilabdázójának.

## Egyesületei
„Boki” becenéven, melyet még spanyol csapattársai adtak neki, szólítják a magyar szurkolók a szerb származású játékost. Radulovics Bojana a jugoszláv Palic RK, a Zombor, Bane Sekulić, a Radnicki Belgrád, a spanyol Mar Valencia és a zalaegerszegi Caola SE csapatoknál töltött évek után, 1995-ben igazolt a dunaújvárosi Dunaferr SE, később Dunaferr NK női kézilabdacsapatához átlövőként. Itt érte el legnagyobb sikereit. 2006-tól 2007-ig a Győri Audi ETO KC játékosa volt. Súlyos sérülése okozta kényszerű szünet után 2009-től, újra a Dunaújvárosi NKKSE csapatához csatlakozott, hogy segítse egykori csapatát nehéz helyzetében.

## Sportpályafutása
Az 1999-es világbajnokság után felmerült a lehetősége, hogy a jugoszláv válogatott (70-szer viselte a jugoszláv címeres mezt) helyett a magyar válogatottban játsszon. Hosszas egyeztetés és a magyar állampolgárság megszerzése után 2000. július 25-én mutatkozott be, Franciaország csapata ellen. A sydney-i olimpián ezüstérmet szerző válogatott egyik legjobbja volt, az All Star csapatba is beválogatták, mint az olimpia legjobb jobbátlövőjét. Egy térdsérülés és fiának születése miatt másfél évre nélkülözte őt a nemzeti csapat. Visszatérése után részt vett a horvátországi világbajnokságon, ahol újra ezüstérmet szerzett a válogatott. Boki újra az All Star csapat tagja lett, valamint 97 góljával a torna gólkirálynője, a valaha lőtt legtöbb góllal. 2004-ben, Athénban, az olimpián az 5. helyet sikerült elérni, Bojana ismét gólkirálynő lett. Akárcsak a 2004 decemberében Magyarországon megrendezett Eb-n, ahol bronzérmet szerzett a csapat. Ezután a torna után, immár 69-szeres magyar válogatottként, jelentette be visszavonulását a válogatottságtól. Teljesítményének elismeréseként kétszer is a világ legjobb női kézilabdázójának választották, ami egyedülálló a sportág történetében. 2006 júliusától Győrbe igazolt, de 2007-ben, súlyos vállsérülés következtében, visszavonult az aktív játéktól.
2 év kihagyás után, 36 éves korában, 2009 szeptemberében edzésen vett részt a Dunaújvárosi NKKSE-nél, és hosszú idő után újra játékra jelentkezett. 2010 végén az évtized legjobb magyar kézilabdázójának választották.
2011 augusztusában bejelentette, hogy végleg befejezi aktív sportpályafutását. 2011 szeptemberétől a dunaújvárosi kézilabda-oktatásban vesz részt, mivel egy „kézilabda-akadémia” indítására kérték fel. 2013 szeptemberében tagja lett a Magyar Kézilabda Szövetség elnökségének, amit 2015-ben megerősítettek.

### Családja
Férje a Dunaferr SE korábbi elnöke, Szabó József volt, akivel közös gyermekük Szabó József Benedek, 2002-ben született.

## Eredményei

### Válogatottként
- Olimpiai ezüstérmes (2000)
- Olimpiai ötödik helyezett (2004)
- Világbajnoki ezüstérmes (2003)
- Világbajnoki hatodik helyezett (2001)
- Európa bajnoki bronzérmes (2004)

### Klubjátékosként
- KEK-győztes (1991)
- Magyar bajnok (1998, 1999, 2003, 2004)
- Magyar kupa-győztes (1998, 1999, 2000, 2002, 2004, 2007)
- EHF-kupa-győztes (1998)
- EHF-bajnokok ligája-győztes (1999)
- Szuperkupa győztes (1999)

### Egyénileg
- Magyar gólkirálynő (1995)
- A világ legjobb játékosa (2000, 2003)
- vb-gólkirálynő (2003)
- Olimpiai gólkirálynő (2004)
- EB-gólkirálynő (2004)
- Az olimpia All Star-csapatának tagja (2000)
- A világbajnokság All Star-csapatának tagja (2003)
- Legjobb játékos Magyarországon (2000, 2004)

## Elismerései, kitüntetései
- a Magyar Köztársasági Érdemrend lovagkeresztje (polgári tagozat) (2000)
- az év magyar kézilabdázója (2000)
- a világ legjobb női kézilabdázója (2000, 2003)
- Dunaújváros díszpolgára (2001)
- Radulovics Bojana elismerésben részesült a SPORTCSILLAGOK DÍJAZÁSA (SportStar Awards) keretében, a lausanne-i Olimpiai Múzeumban.(2004)
- a "NŐK SPORTJÁÉRT" díj (MOB, 2004)
- Köztársasági Elnöki Elismerés (2004)[7]
- az évtized legjobb magyar kézilabdázója. (2010)[8]
- a Magyar Fair Play Bizottság díja – fair play életmű, diploma (2013)[9][10][11]
- Tersztyánszky Ödön díj (2013.)